# Frédéric Cailliaud

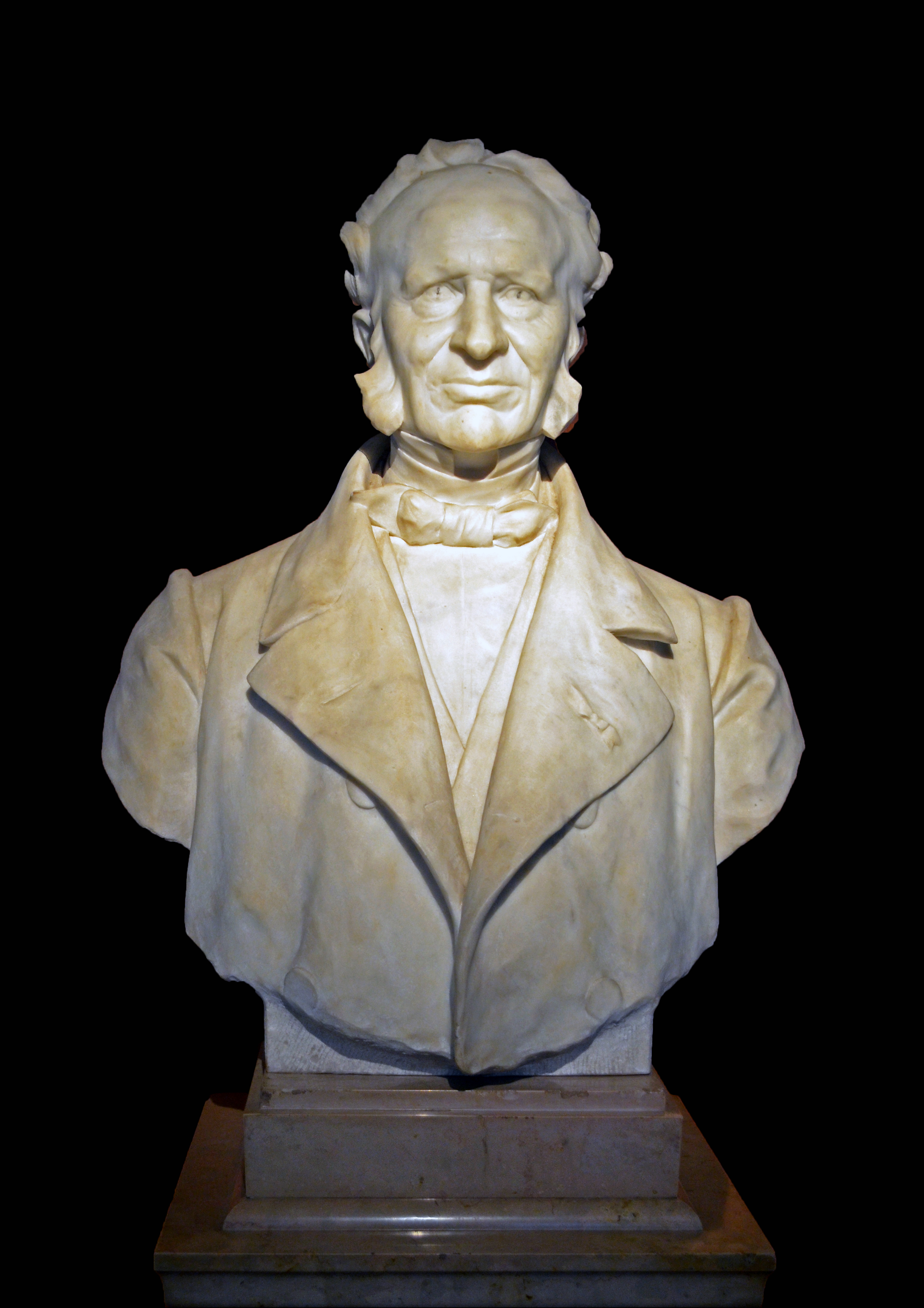
Frédéric Cailliaud.

Frédéric Cailliaud, född den 9 juni 1787 i Nantes, död där den 1 maj 1869, var en fransk upptäcktsresande.
Cailliaud tillägnade sig som guldgrävare ej obetydliga kunskaper i mineralogi samt begav sig 1815 till Egypten, där han genom åtskilliga mineralogiska upptäckter förvärvade sig Muhammed Alis  ynnest. Utsänd av denne, reste Caillaud i Nubien och påträffade då bland annat de fornegyptiska smaragdgruvorna vid Zabarah. Resultaten av resan nedlades i ett supplement till den av franska staten utgivna beskrivningen över Egypten, under titeln Voyage à l'oasis de Thèbes (1821). 
Under en ny forskningsfärd deltog han i Ibrahim Paschas krigståg till Sennar. 1822 återkom han till Frankrike, och 1827 blev han konservator vid museet i Nantes. Bland hans arkeologiska verk kan vidare nämnas Recherches sur les arts et les métiers, les usages de la vie civile et domestique des anciens peuples de l'Egypte, de la Nubie et de l'Éthiopie (1831 -37). Sina resor beskrev Cailliaud i arbeten, som blivit utgivna av andra.